# Werner Schürmann
Werner Schürmann (* 17. November 1929 in Dresden; † 24. April 2012 in Osnabrück) war ein deutscher Bildhauer, Bronzegießer und Bariton.

## Leben
Werner Schürmann wuchs in Dresden und Darmstadt auf. Sein älterer Bruder ist der Architekt Joachim Schürmann. Im Jahr 1947 begann er ein Studium der Bildhauerei an der Darmstädter Kunstschule bei Fritz Schwarzkopf. Später ging er als Meisterschüler von Toni Stadler nach München.
Nach seinem Studium ging er an das National College of Art and Design nach Dublin und lehrte dort Metallverarbeitung in der Kunst. Die Lehrtätigkeit gab er 1959 auf und arbeitete als freier Metallkünstler für verschiedene Architekten in Deutschland und Irland. Im Jahr 1964 baute ihm sein Bruder, Joachim Schürmann ein Wohnhaus in Dublin, das als das populärste des Architekten gilt.
Nach seiner Rückkehr nach Deutschland im Jahr 1969 begann er eine klassische Gesangsausbildung bei Dietger Jacob in Hamburg. Zunächst war Schürmann als Bariton an den Theatern in Coburg und Detmold tätig. Von 1982 bis zu seiner Pensionierung 1996 war er als Bariton am Osnabrücker Theater angestellt. Hier übernahm er die großen Bariton-Partien, wie den Tewje in Anatevka, den Holländer in der Oper Der fliegende Holländer oder Boris Godunov aus der gleichnamigen Oper. Auch noch nach seinem Ausscheiden aus dem Ensemble arbeitete Werner Schürmann als Gesangslehrer. Unter seiner Anleitung begann u. a. die Opernsängerin Maida Hundeling ihre Karriere.

## Werke

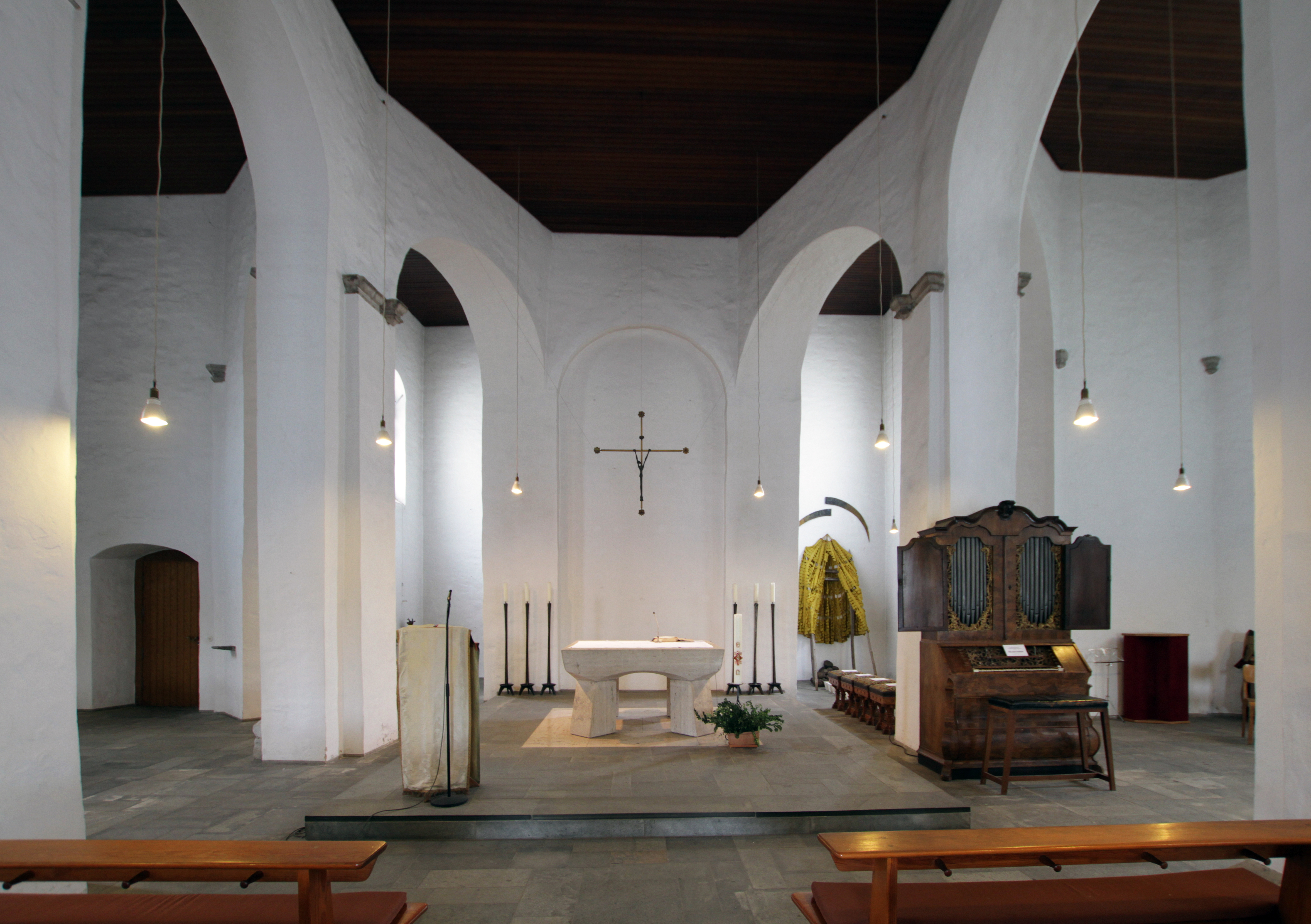
Clemenskirche Köln-Mülheim mit dem Altarkreuz von Werner Schürmann

Werner Schürmann arbeitete  während seiner Zeit in Dublin neben seiner Lehrtätigkeit mit zahlreichen irischen Künstlern zusammen.
In den 1960er Jahren war Schürmann an einigen Kirchenbauprojekten in Köln beteiligt, bei denen sein Bruder Joachim Schürmann als Architekt tätig war. Ein frühes Werk stellt der bronzene Wetterhahn der Kirche St. Josef Radevormwald-Vogelsmühle dar. Als sein künstlerisches Hauptwerk gilt das 1964 ausgeführte ausgemergelte Christusbild für das Altarkreuz der Kirche St. Stephan in Köln-Lindenthal. Die in Dublin entworfene Christusfigur wurde in Düsseldorf gegossen, das Holzkreuz vom amerikanischen Künstler Morris Graves expressionistisch bemalt. Für die gleiche Kirche schuf er vier große Altarleuchter aus Bronze, die die vier Pfarrpatronen verkörpern: St. Stephanus, St. Thomas Morus, St. Albertus Magnus und St. Lambertus.
Einige Jahre zuvor hatte  Schürmann das Tympanon aus Bronze für die Krypta der Kirche St. Gereon in Köln gefertigt.
Für die Kirche St. Clemens im Kölner Stadtteil Mülheim, die ebenfalls sein Bruder umgestaltete, entwarf Werner Schürmann 1960 den Altar und schuf die Bronzeleuchter, das Westportal sowie zwei kupferne Wasserspeier.
Darüber hinaus entwarf er zahlreiche Plastiken wie die Bronzeplastik Sulky, die er für einen Wettbewerb des Nationalen Olympischen Komitee schuf oder die Plastik Bogenschütze (Bonn - Limperich) oder Windbaum (1998).